# Felix Rawitscher
Felix Kurt Rawitscher (Frankfurt, 4 de janeiro de 1890 — Freiburg, 18 de dezembro de 1957) foi um botânico, pesquisador e professor universitário alemão.
Membro associado da Academia Brasileira de Ciências e membro da Sociedade Brasileira para o Progresso da Ciência, Rawitscher foi convidado para organizar o Departamento de Botânica da Faculdade de Filosofia, Ciências e Letras da Universidade de São Paulo, criado durante a fundação da universidade, em 1934. Ele foi o responsável por instituir as aulas teóricas em conjunto com as aulas práticas na formação de novos profissionais, método ainda hoje adotado.

## Biografia
Rawitscher nasceu em 1890, em Frankfurt. Era filho do juiz Ludwig Rawitscher e de Anna Rawitscher. Entre 1899 e 1906, estuou no Ginásio Kaiser Friedrichs, onde concluiu o então ensino secundário. No mesmo ano, ingressou no curso de História Natural da Universidade de Bonn, fazendo especializações nas Universidades de Freiburgo e de Universidade de Genebra, onde pode estudar com eminentes cientistas da época, como os botânicos Eduard Strasburger, Friedrich Oltmanns, Robert Chodat, Hans Kniep e Martin Möbius, os zoólogos August Weismann e Alfred Kühn, o químico Ludwig Gattermann e o mineralogista Carl Alfred Osann.

## Carreira
Em 1912, Rawitscher obteve o doutorado em ciências pela Universidade de Freiburgo, com uma tese pioneira sobre a sexualidade das ustilagináceas, onde descreveu, pela primeira vez, o fenômeno de pareamento dos núcleos em um [Basidiomycota|basidiomiceto]]. Após seu doutorado, Rawitscher estagiou com Wilhelm Pfeffer para estudar fisiologia vegetal, que entrava em uma nova fase naquele momento. Em março de 1914, tornou-se assistente de Friedrich Oltmanns, com quem trabalhou por vários anos, tornando-se especialista em algas.
Com a eclosão da Primeira Guerra Mundial, Rawitscher combateu na linha de frente em Flandres, depois na Rússia e em seguida em Somme e Verdun. Neste último combate, se feriu gravemente e acabou como prisioneiro dos franceses. Ainda que tenha se recuperado, os ferimentos lhe causaram consequências duradouras até o fim da vida. Em seu período de convalecência pode estudar filosofia e ler o livro A origem das espécies, de Charles Darwin.
De volta à vida acadêmica, com um novo trabalho sobre as ustilagináceas, uma família de fungos, Rawitscher obteve sua livre-docência. Publicou diversos trabalhos sobre os movimentos das plantas, falando também sobre plantas volúveis, nastismos e geotropismo. Em 1932, publicou o livro "Der Geotropismus der Pflanzen", que se tornaria leitura obrigatória para os profissionais da área.
Em 1927, foi nomeado professor extraordinário de Botânica Florestal da Faculdade de Silvicultura de Baden, parte da Universidade de Freiburgo. Foi neste cargo que ele se interessou pelos estudos de Ecologia Vegetal, que levaram à publicação do livro "Die Heimische Pflanzenwelt" naquele mesmo ano.
O advento do nazismo trouxe consequências para sua trajetória acadêmica. Rawitscher era de origem judaica e começou a sentir as pressões antisemitas em seu trabalho. Assim, quando Teodoro Augusto Ramos o convidou para organizar o Departamento de Botânica da Faculdade de Filosofia,  Ciências e Letras, da recém-inaugurada Universidade de São Paulo, ele prontamente aceitou.

## Brasil

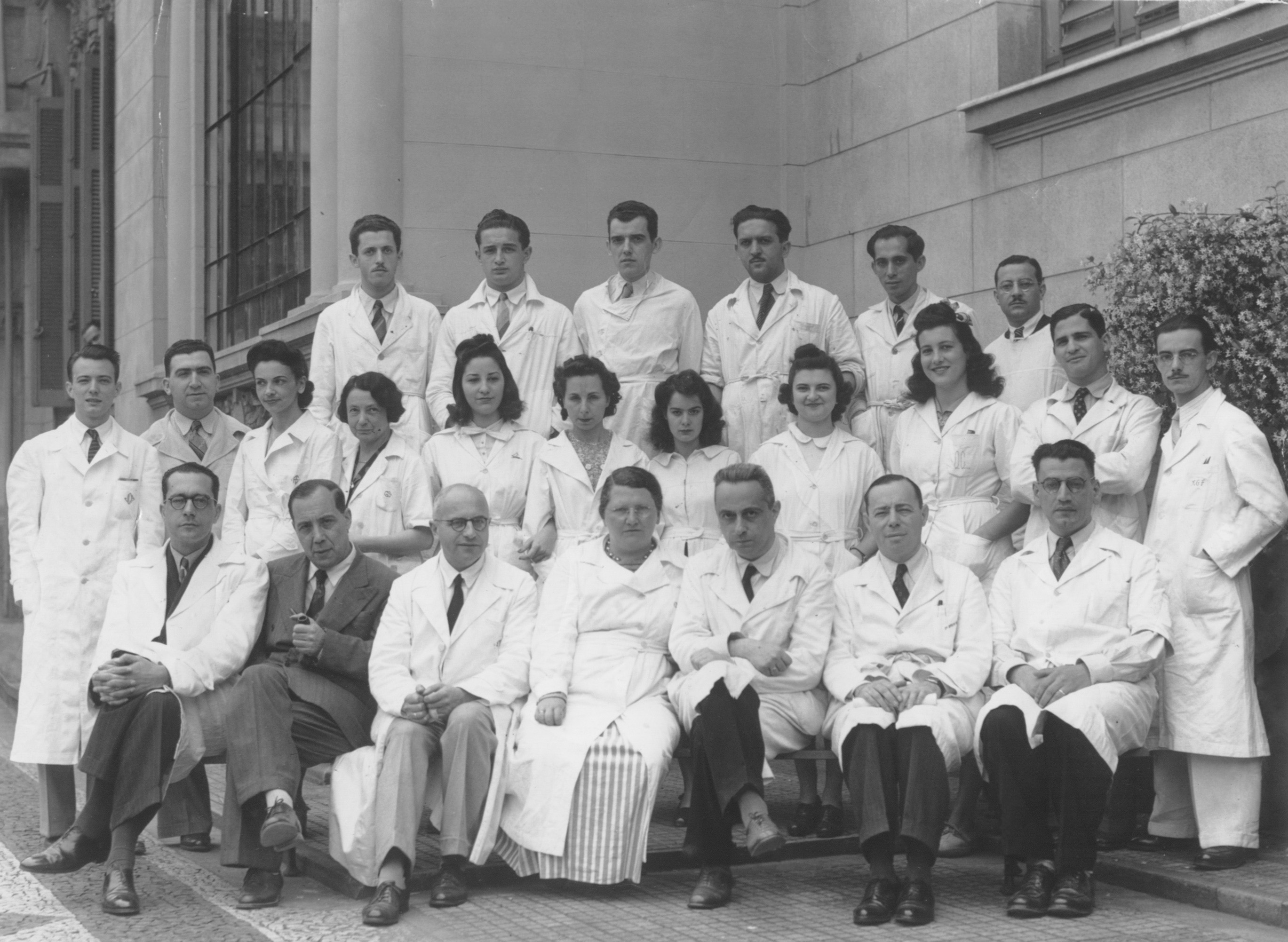
"Turma da Glete", em 1943. Rawitscher é o terceiro professor sentado da esquerda para a direita.

Rawitscher desembarcou no Brasil em 30 de junho de 1934 na companhia dos professores Ernst Bresslau e Heinrich Rheinboldt. Instalada de maneira provisória no prédio da Faculdade de Medicina, o novo Departamento de Botânica começou a ganhar os contornos atuais. Rawitscher contratou Maria Ignez da Rocha e Silva e Alessio Padula como auxiliares, além de Georg Seyfried, horticultor diplomado na Alemanha, para ser o jardineiro, que prontamente começou um jardim para auxiliar no ensino e pesquisa.
Para o cargo de primeiro assistente, Rawitscher convidou o professor Karl Arens, do Instituto de Botânica de Colônia, na Alemanha. Assim, Rawitscher começou a formar os primeiros botânicos da universidade, criando mão de obra qualificada para o futuro Instituto de Biociências. Preocupava-se, principalmente, em implantar um ensino baseado em pesquisa. As aulas teóricas de, no máximo, uma hora, eram seguidas de aulas práticas de três horas. No Brasil ainda não havia livros básicos de boa qualidade, então ele mesmo preparou um pequeno livro para auxiliar os alunos, chamado Introdução ao Estudo da Botânica, publicado em 1940.
Além de equipar o novo departamento com laboratórios, ele também preparou o Boletim de Botânica, que já em 1937 publicava seu primeiro número, o segundo impresso pela Faculdade de Filosofia. Nele continham três trabalhos, um de Rawitscher, "Experiências sôbre a simetria de folhas", dois de Arens, o primeiro sôbre a fotossíntese de plantas aquáticas e o segundo sobre o mecanismo de infecção por fungo.
Desde que chegara ao Brasil Rawitscher interessou-se pelos inúmeros problemas da flora nacional e, em pouco tempo, transformou-se em grande conhecedor da ecologia tropical. Para preparar futuros profissionais para o contato com a vegetação do país, organizou a bibliografia necessária no departamento, então de difícil acesso e bastante dispersa pelo país e redigiu “Problemas de fitoecologia com considerações especiais sôbre o Brasil meridional", dividido em duas partes publicadas em 1942 e 1944 nos boletins do departamento de números 3 e 4. A primeira parte se dedicava a falar sobre fatores como água e temperatura, enquanto a segunda lidava com o estudo da luz, oxigênio, gás carbônico, vento e solos.
Em seus estudos, concluiu que a água é frequentemente o fator limitante de uma vegetação e ressaltou a importância, em 1942, de pesquisas sobre a economia de água da vegetação brasileira em um trabalho publicado nos Anais da Academia Brasileira de Ciências. Rawitscher também introduziu no Brasil esta linha de pesquisa de valor não apenas acadêmico, mas também econômico e ecológico.
Junto de Mercedes Rachid e Mário Guimarães Ferri, publicou o primeiro trabalho de fitoecologia realizado no Brasil, com base em dados experimentais obtidos no campo, chamado "Profundidade dos solos e vegetação em campos cerrados do Brasil Meridional, nos Anais da Academia Brasileira de Ciências, em 1943. Os primeiros doutorados do Departamento de Botânica foram feitos sob sua supervisão. Além de Rachid e Ferri, ele orientou também Berta Lange de Morretes que estudou o ciclo evolutivo do fungo Pilacrella delectans Möller, em 1948; Erika Anna Luise Rawitscher, que estudou, criticamente, em 1949, a aplicabilidade da potometria em medidas de transpiração; e Aylthon Brandão Joly, dedicado ao conhecimento da flora e da fitogeografia da região de Butantă, em 1950.
Pela qualidade da pesquisa no Departamento de Botânica e seus pioneiros trabalhos sobre a ecologia da flora brasileira, Rawitscher foi escolhido para presidir o "International Committee for Tropical Ecology", da Unesco, o que possibilitou a visitar de vários cientistas de renome internacional no instituto.
Em 1952, Rawitscher sofreu um infarto em sua sala no Departamento de Botânica. Isso o forçou a diminuir o ritmo de trabalho e nos meses seguintes ele acabou retornando para a Alemanha, onde foi reintegrado à sua cátedra original antes de se estabelecer no Brasil. Porém, acabou não retornando ao trabalho ativo. Participou de alguns eventos científicos e publicou um último trabalho científico em 1955, precisando se afastar do trabalho devido a problemas de saúde.
Em cerimonia solene na Universidade de São Paulo, Rawitscher foi agraciado com o título de doutor honoris causa em 29 de novembro de 1955, em reconhecimento a seus serviços prestados para o ensino e pesquisa em botânica e biologia no Brasil.

## Vida pessoal
Rawitscher era casado com Carlota Oberlaender, com quem teve um casal de filhos: a também botânica Erika Rawitscher e o físico Georg Heinrich Rawitscher (1928-2018), professor da Universidade de Connecticut.

## Morte
Rawitscher morreu em 18 de dezembro de 1957, em Freiburg, aos 67 anos, devido à uma embolia pulmonar.
No Instituto de Biociências da Universidade de São Paulo, o prédio das salas de aulas leva seu nome em sua homenagem.